# 入境及難民保護法令 (加拿大)
入境及難民保護法令（英語：Immigration and Refugee Protection Act，S.C. 2001, c. 27（页面存档备份，存于））是加拿大国会于2002年通过的一项法律，该法律建立了與入境加拿大有关的目标和路线。它取代了之前的《1976年入境法令》，成为该国现行的入境法规。